# 1454 en santé et médecine
| Années de la santé et de la médecine : 1451 - 1452 - 1453 - 1454 - 1455 - 1456 - 1457    |
| Décennies de la santé et de la médecine : 1420 - 1430 - 1440 - 1450 - 1460 - 1470 - 1480 |

Cet article présente les faits marquants de l'année 1454 en santé et médecine.

## Événements
- Fondation à Gozo, à Malte, d'un hôpital qui, « d'abord destiné aux pèlerins, recevra dans sa plus grande extension cinquante femmes malades ainsi que des filles enceintes venues chercher refuge sous son toit à l'approche de la délivrance, et qui disposera d'autre part d'un tour d'abandon pour les bébés non désirés[1] ».
- Début de la construction de l'hôpital de Santa María (ca), fondé à Lérida en Catalogne par la reine Marie de Castille, comtesse de Barcelone, pour réunir sept établissements privés de la ville[2].
- Une maladrerie Saint-Nicolas-des-Champs, probablement fondée avant 1340 et qui est à l'origine de l'actuel établissement public local, est attestée à Vitteaux, en Bourgogne[3].
- Un hôpital est attesté à Boisseuil, en Limousin, et « signalé en ruines un siècle plus tard[4] ».
- Grâce à une donation de Thomas Beamond, la Worshipful Company of Salters (en) (« Compagnie des commerçants du sel ») fait construire à Londres la Salter's Almshouse, maison d'aumône destinée à l'accueil des six plus démunis parmi les pauvres travailleurs des métiers du sel[5].
- Fondation de la Guilde des chirurgiens de Danzig, en Poméranie[6].
- Un médecin attitré, assisté d'un barbier, est embauché pour l'année à l'hôpital du Pont-du-Rhône, futur Hôtel-Dieu de Lyon[7].
- Santa María Nuova, le plus grand des hôpitaux pour malades indigents de Florence, dispose de deux cent trente lits[8].

## Publication
- Retranscription, par un certain Étienne Beludet, d'un recueil de médecine, de chirurgie et d'astrologie comprenant un traité sur la saignée attribué à Jean Le Lièvre († 1418), « compilation d'éléments empruntés surtout à Rhazès, à Avicenne et à Lanfranc[9] ».